# مذبحة باتيكول
مذبحة باتيكول هي مذبحة وقعت في 10 أكتوبر 1977 في باتيكول بمقاطعة سولو في الفلبين. قتل في المذبحة 35 عنصرًا من رجال الجيش الفلبيني، على يد عناصر من الجبهة الوطنية لتحرير مورو بقيادة عثمان سالي. ومن بين القتلى العميد تيودولفو باوتيستا قائد الفرقة المشاة الأولى، والقائد العام للقوات المسلحة الفلبينية العقيد جبريل بانجيلينان، وأربعة ضباط برتبة ملازم.

## المذبحة
كان عثمان سالي زعيم الجبهة الوطنية لتحرير مورو قد وافق في وقت سابق على الاجتماع مع الجنرال باوتيستا في مقر فرقة المشاة الأولى في جولو لإجراء حوار سلام، وفي اللحظة الأخيرة غير سالي رأيه واقترح مقابلة الجنرال باوتيستا في سوق عام في بارانغاي داناغ، باتيكول. وافق باوتيستا، واتجه إلى باتيكول برفقة العقيد غابرييل بانجيلينان زميله في الأكاديمية العسكرية الفلبينية، كان باوتيستا قد دعا فيديل راموس الذي كان آنذاك رئيس الشرطة الفلبينية للانضمام إليه، ولكن الأخير اعتذر بسبب المشاركة السابقة في مدينة زامبوانجا.
عندما وصل الجنرال وقواته إلى السوق على متن شاحنتين عسكريتين وكان المكان مهجورًا، لم يحضر سالي للقاء باوتيستا، لذلك جلس الجنرال على طاولة حضرت للمفاوضات لانتظار وصوله. في تلك اللحظة اندلع إطلاق النار على باوتيستا ورجاله، وتساقط القتلى في صفوف العسكريين الفلبينيين، كل جنود الجيش لقوا مصرعهم باستثناء رقيب واحد نجا من الموت. على الرغم من أن بعض التقارير تشير إلى أن عثمان سالي توفي خلال عمليات حكومية لاحقة، ويقول آخرون أنه هرب إلى ماليزيا بعد الحادث.

## النصب التذكاري
ذكر الرئيس فرديناند إ. ماركوس في نعي القتلى: أن الجنرال باوتيستا ورجاله قتلوا بالغدر، وأن المذبحة تعد بشكل قاطع أحد جرائم الجبهة الوطنية لتحرير مورو باعتبارها منتهكة لاتفاق وقف إطلاق النار. وهو يشير إلى اتفاق طرابلس لعام 1976 الذي وقعته الحكومة الفلبينية وقوات التحرير الوطنية قبل عشرة أشهر من المذبحة، والذي تضمن وقف لإطلاق النار بين الجانبين.
في عام 2012 افتتح ابن باوتيستا القائد العام للجيش الفلبيني إيمانويل ت. باوتيستا، متحف في معسكر الجنرال تيودولفو باوتيستا في بارانغاي بوسبوس جولو، سمي معسكر الجيش تكريمًا لوالده الراحل. تم ترميم نصب تذكاري حجري للجنود الذين قتلوا، وذلك في عام 2009 من قبل مشاة البحرية الفلبينية، وقوة العمليات الخاصة المشتركة الفلبينية والمقيمين بارانغاي داناغ.